# Septième circonscription de la préfecture de Hiroshima
La septième circonscription de la préfecture de Hiroshima (広島県第7区, Hiroshima-ken dai-nana-ku) est une ancienne circonscription législative de la préfecture de Hiroshima au Japon. Elle comptait 382 884 électeurs en date du 1er septembre 2021.

## Description géographique
La septième circonscription de la préfecture de Hiroshima correspondait à la ville de Fukuyama.

## Députés
| Législature | Début de mandat | Fin de mandat | Député élu             |  | Parti politique |
| ----------- | --------------- | ------------- | ---------------------- |  | --------------- |
| 41e         | 1996            | 2000          | Kiichi Miyazawa        |  | PLD             |
| 42e         | 2000            | 2003          | Yōichi Miyazawa        |  | PLD             |
| 43e         | 2003            | 2005          | Yōichi Miyazawa        |  | PLD             |
| 44e         | 2005            | 2009          | Yōichi Miyazawa        |  | PLD             |
| 45e         | 2009            | 2012          | Takashi Wada (ja)      |  | PDJ             |
| 46e         | 2012            | 2014          | Fumiaki Kobayashi (ja) |  | PLD             |
| 47e         | 2014            | 2017          | Fumiaki Kobayashi (ja) |  | PLD             |
| 48e         | 2017            | 2021          | Fumiaki Kobayashi (ja) |  | PLD             |
| 49e         | 2021            | -             | Fumiaki Kobayashi (ja) |  | PLD             |